# Kunze Stridinger
Kunze Stridinger (auch: Kunze Striedinger sowie Kunz Stridinger alias Martin Keule; geboren vor 1513 in Passau; gestorben nach 1549) war ein deutscher Münzmeister. In der ersten Hälfte des 16. Jahrhunderts nutzte er zeitweilig sein „sprechendes Münzzeichen“; eine Vogelkeule mit Krallen gekreuzt mit einem Zainhaken.

## Leben
Stridinger wurde im 15. Jahrhundert im bayerischen Passau geboren. Im März 1543 übernahm er in Hannover die Aufgabe des städtischen Münzmeisters. Sein Alt-Geselle (Ohm) war Hans Riechert, dessen Münzzeichen bereits ab 1545 auf hannoverschen Münzen aufgebracht waren. Münzmeister aber blieb Stridinger bis August 1547, als Unregelmäßigkeiten auffielen und zu einer Untersuchung durch den Rat der Stadt Hannover führten. In deren Folge gestand Stridinger im September 1547 Falschmünzerei, den Einbruch in die städtische Gießkammer sowie unter anderem den Diebstahl von Silber, woraufhin der städtische Rat Stridingers vorgefundenes Vermögen einzog und den Geständigen des Landes verwies.
Nach einem kurzen Aufenthalt in Halberstadt 1547 wandte sich Stridinger nach Northeim, wo er sich unter falschem Namen unter Bezugnahme auf sein Münzzeichen Martin Keule nannte und kurzzeitig von 1547 bis 1548 als Northeimer Münzmeister wirken konnte.
Ende 1548 ging Stridinger nach Göttingen, wo er im selben Jahr und wieder kurzzeitig bis 1549 als Münzmeister tätig war.
Eine Sekundärquelle gab auch andere Wirkungsorte Stridingers an: „Nach Wolff soll er auch in Einbeck gewesen sein, sein Zeichen ist dort aber nicht nachzuweisen. Ebenso wenig ist er in Goslar und im Dienste der braunschweig-lüneburgischen Herzöge zu finden.“